# 埃沙波朗
埃沙波朗是巴西圣保罗州的一个市镇。总面积514.587平方公里，总人口7203人，人口密度14人/平方公里。